# Juharlevél

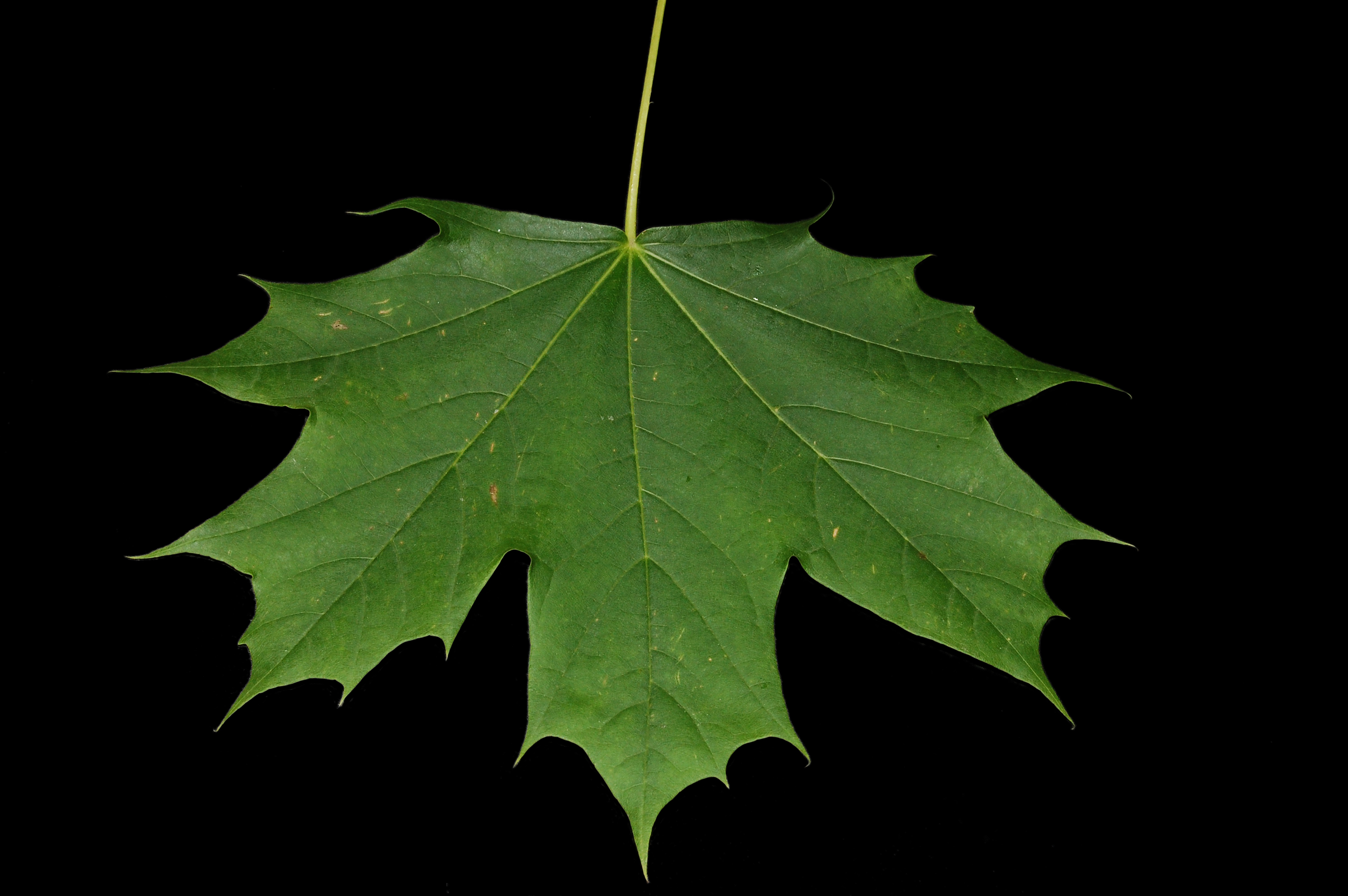
Korai juhar (Acer platanoides) jellegzetes alakú levele.

A juharlevél a juharfa jellegzetes levele, és Kanada elismert nemzeti jelképe.

## Kanadai használata
A 18. század elején Új-Franciaország településeinek összlakossága nagyjából 18 000 fő volt. A Szent Lőrinc-folyó partján élő kanadai franciák már ekkor használták a falevelet jelképnek.
Népszerűsége tovább folytatódott a francia kanadaiak körében, s 1834-ben a Saint-Jean-Baptiste Társaság alapító ülésekor tovább emelkedett, mivel a juharlevél volt a számos ajánlott szimbólum egyike. A mellette korteskedő Jacques Viger, Montréal első polgármestere így érvelt: „erdeink királya ... a kanadai nép jelképe”.

Kanada királyi lobogója, rajta a díszítés részeként egy ág, rajta három juharlevéllel

Kanada zászlaja, a közepén egy stilizált juharlevél

Lassan elfogadták a juharlevelet mint nemzeti jelképet, s 1868-ban bekerült Ontario és Québec címerébe is. 1821-ben lett a kanadai címer része. Történelmileg az arany színű juharlevél Ontariót, a zöld pedig Québecet jelképezi. 1867-ben Alexander Muir megírta a hazafias The Maple Leaf Forever verset, mely az angolul beszélő kanadaiak nemhivatalos himnusza lett. 1876 és 1901 között a kanadai érméken is szerepelt, azután már csak a pennyken volt feltüntetve. Az első világháború idején a Kanadai Felderítő Erők kitűzője gyakran juharlevél alakú volt. A levél már az 1800-as évek óta számít ezen a területen katonai szimbólumnak, s a kanadai katonákat arról lehetett felismerni, hogy a trópusi sisakjukon rajta volt a juharlevél.
A juharlevél akkor vált végleg nemzeti szimbólummá, amikor 1965-ben bevezették a George F. G. Stanley terve alapján elkészült zászlót, amelyen egy 11 ágú stilizált juharlevél látható. Ez nem kapcsolódik egyetlen konkrét juharfajhoz sem. Korábbi  hivatalos változatának 30 csúcsa volt. A kiválasztott általános juharlevél mind a tíz, Kanadában őshonos fajt képviseli – közülük minden tartományhoz köthető egy. Jelenleg a zászlón felül még több kanadai központú vállalat és sportcsapat logójában szerepel. Ilyen például az Air Canada, a Toronto Maple Leafs és a Toronto FC labdarúgócsapat.
1979 óta a Kanadai Királyi Bánya adott már ki aranyból, ezüstből, platinából és palládiumból vert emlékérméket, amelyek a rájuk vert geometriai alakzat miatt Juharlevél néven váltak ismertté.

## Egyéb használatai
Az amerikai Carthage, beceneve „Amerika juharlevél városa.”
Az olasz Campobasso azóta ismert Juharlevél-város néven, mióta a második világháború idején a kanadai csapatok elfoglalták a várost, s így felszabadították a német megszállás alól. Mindezen felül a városban rengeteg juharfa van, melyekkel még az utcákon is lehet találkozni.
A Goshen College kabalája Goshenben a juharlevél, és erről kapta a főiskola sportcsapata is a becenevét.
A juharlevél a finnországi Sammatti címere is.

## Külső hivatkozások
- Fotógaléria juharlevelekről Archiválva 2009. december 17-i dátummal a Wayback Machine-ben